# Josep Maria Mestre Miret
Josep Maria Mestre Miret (Manresa, Bages, 14 de desembre de 1918 - Barcelona, 22 de juliol de 2002) fou un compositor, pianista i doctor en Farmàcia català.
Va néixer en una família de farmacèutics. El pare va morir quan Josep Maria tenia 14 anys, edat a la qual comença a donar concerts de piano a la seva ciutat i posteriorment a Barcelona i altres ciutats catalanes. Per desig de la seva mare continua els estudis de farmàcia del seu pare.
Es casa amb Elisabeth, nativa de Gebauer. Quan es retira de la farmàcia es dedica a compondre. Autor de música per a orgue, per a piano, cançons i orquestració d'obres teatrals. Va escriure dues sardanes, una d'elles, La festa de Sant Lluc, obtingué el primer premi Joaquim Serra.